# Raoul Carton
Raoul Maurice Jean Carton (* 1879 in Blois; † 7. Juli 1934 in Paris) war ein französischer Philosoph.

## Leben
Carton war katholischer Priester und Professor für Philosophie am Collège Stanislas und am Institut catholique in Paris. Sein Forschungsschwerpunkt war der Franziskaner Roger Bacon. 1930 veröffentlichte er einen bis heute nicht überholten Aufsatz zur Bedeutung Augustins für Boethius.

## Schriften
- La synthèse doctrinale de Roger Bacon. Paris 1924.
- L’expérience mystique de l’illumination intérieure chez Roger Bacon. Paris 1924.
- L’expérience physique chez Roger Bacon. Contribution a l’étude de la méthode et de la science expérimentales au XIIIe siècle. Paris 1924.
- Le christianisme et l’augustinisme de Boece. In: Revue de philosophie, 30 (1930) S. 573–659.